# Vito Favero
Vito Favero (Sarmede, Treviso, 21 de octubre de 1932 - Sarmede, 16 de mayo de 2014) fue un ciclista italiano. Vito Favero fue profesional de 1956 a 1962.

## Palmarés
1952
- Giro del Belvedere

1957
- 1 etapa del Giro de Italia

1958
- 2.º en el Tour de Francia

1959
- 1 etapa del Giro de Italia
- 1 etapa del Tour de Francia
- 2 etapas de la París-Niza
- 1 etapa del Giro de Cerdeña

## Resultados en las grandes vueltas
| Carrera         | 1956 | 1957 | 1958 | 1959 | 1960 | 1961 | 1962 |
| --------------- | ---- | ---- | ---- | ---- | ---- | ---- | ---- |
| Giro de Italia  | -    | 22º  | 35º  | 20º  | Ab.  | Ab.  | Ab.  |
| Tour de Francia | -    | -    | 2º   | Ab.  | -    | Ab.  | -    |
| Vuelta a España | -    | -    | -    | -    | -    | -    | -    |
| Mundial en Ruta | -    | -    | 4º   | -    | -    | -    | -    |